# 黄树则
黄树则（1914年—2000年2月25日），男，天津人，中华人民共和国政治人物。

## 生平
1932年，进入北平大学医学院学习，后参加一二·九运动。1938年，毕业后奔赴延安参加八路军。1939年，任延安白求恩国际和平医院医务主任、儿科主任、院长。1943年，任毛泽东保健医生，第二次国共内战后，任第一野战军卫生部副部长兼中央直属卫生处处长。中华人民共和国后，历任北京医院院长，总后勤部卫生部教育处处长，卫生部保健局局长。后担任中华人民共和国卫生部副部长等职。2000年2月25日，在北京逝世，享年86岁。